# Unxia gracilior
Unxia gracilior är en skalbaggsart som först beskrevs av Hermann Burmeister 1865.  Unxia gracilior ingår i släktet Unxia och familjen långhorningar.
Artens utbredningsområde är:
- Paraguay.
- Uruguay.

Inga underarter finns listade i Catalogue of Life.